# Nowa Wieś (gmina Kutno)
Nowa Wieś – wieś w Polsce, położona w województwie łódzkim, w powiecie kutnowskim, w gminie Kutno.
Na podstawie pomiarów przeprowadzonych w 2018 roku na obszarze wsi wyznaczono jeden z geodezyjnych środków Polski uwzględniający oprócz terytorium lądowego także całość morskich wód wewnętrznych oraz całość morskich wód terytorialnych.
W latach 1975–1998 miejscowość należała administracyjnie do województwa płockiego.